# Terremoto di Orciano Pisano del 1846
Il terremoto di Orciano Pisano del 1846 fu un evento sismico verificatosi il 14 agosto 1846 in Toscana. La scossa principale, di magnitudo 6,0, avvenne alle ore 12:53 locali ed ebbe come epicentro la zona a sud del comune di Orciano Pisano, in provincia di Pisa. Il sisma provocò (secondo le fonti ufficiali) tra i 60 morti e i 70 morti, oltre a circa 400 feriti, causando ingenti danni in gran parte dell’area delle Colline pisane e della parte settentrionale dell’attuale provincia di Livorno.

## Antecedenti
La zona delle colline pisane e dell’alta provincia di Livorno è un’area a sismicità medio-bassa, con un PGA atteso compreso tra 0.100 g e 0.150 g. Prima del sisma del 1846 l’area non era mai stata interessata da eventi tellurici di forte intensità. L’evento più significativo, di magnitudo 4,9, era avvenuto il 27 gennaio 1742 a Livorno, che aveva provocato danni pari al VII grado della scala Mercalli e un maremoto di moderata entità.

## La scossa del 14 agosto
Alle 12:53 del 14 agosto 1846 si verificò la prima forte scossa, accompagnata da un lungo boato e avvertita distintamente in quasi tutta la Toscana. Le vibrazioni durarono dai 25 ai 30 secondi. Sebbene ci si riferisca a tale evento tellurico come “terremoto di Orciano Pisano”, le analisi dell’Istituto Nazionale di Geofisica e Vulcanologia evidenziano che le coordinate dell’epicentro del sisma non corrispondono al comune omonimo, bensì al comune contiguo di Santa Luce. In quest’occasione, si verificò la rottura di una faglia lunga 7,9 km estesa dal comune di Collesalvetti fino a Santa Luce.
L’energia sprigionata dal sisma è stata calcolata solo tra XX e XXI secolo, non essendoci all’epoca né stazioni sismiche, né scale di misurazione della grandezza dei terremoti: gli studi effettuati tra il 1999 e il 2011 sempre dall’INGV stimano la magnitudo tra 5,6 e 5,9. A seguito di ulteriori nuovi calcoli pubblicati nel 2015, il dato è stato rivisto fino a 6,0, cosa che rende questo terremoto il più forte registrato sulla costa toscana. Esso è anche il quarto sisma più potente mai avvenuto in Toscana, dopo quello della Garfagnana del 1920 (Mw 6,5), quello dell’Etruria del 217 a.C. (Mw 6,4) e quello del Mugello del 1919 (anch’esso Mw 6,4).
Due intense scosse di assestamento (entrambe di magnitudo ignota) furono avvertite intorno alle 21:50 (ora locale) dello stesso giorno e il 27 agosto. Lo sciame sismico proseguì fino alla metà di dicembre 1846. 
Successivamente, l’area pisano-livornese è stata investita da altri sismi di forza minore, come quello di Guardistallo del 1871 (Mw 5,2), quello di Rosignano Marittimo del 1950 (Mw 5,0) e quello di Livorno del 1984 (Mw 4,6).

## Gli effetti del sisma
I paesi più colpiti furono quelli maggiormente vicini all’epicentro, nei quali i danneggiamenti furono del IX-X grado della scala Mercalli: in un raggio di circa 30 km si raggiunsero, comunque, danni pari almeno al VII grado. A pagare il tributo più alto fu il comune di Orciano, con la quasi totale distruzione dei suoi edifici e 16 morti (19 secondo altre fonti).
La scossa recò danni anche a centri abitati più grandi, come Livorno e Pisa. 
A Livorno numerose case e chiese furono lesionate e ci sono testimonianze di un fenomeno riconducibile a un lieve maremoto: il capitano di una nave diretta all’Isola d’Elba asserì, infatti, di aver avvertito un brusco innalzamento della superficie marina a seguito della scossa e le acque sembrerebbero aver anche sommerso le banchine del porto. Tuttavia, le testimonianze non sono sufficienti per dimostrare che si sia trattato effettivamente di un maremoto.
A Pisa, come racconta Leopoldo Pilla (all’epoca docente di geologia presso l’ateneo cittadino), furono registrati danni di entità medio-lieve ad abitazioni private, chiese e al complesso di Piazza dei Miracoli.
A Fauglia (in località Acciaiolo) e a Lorenzana vennero osservati anche fenomeni di liquefazione del suolo: Pilla ebbe modo di constatare personalmente come a La Torretta (frazione di Lorenzana) si fossero formati dei vulcanetti di fango che espellevano acqua fredda e ferruginosa mista a sabbia azzurognola. Situazioni simili vennero notate anche a Stagno, a nord di Livorno, dove si aprì una fessura nel terreno con fuoriuscita di sabbia verdastra.
Nel resto della provincia di Livorno i danni furono più contenuti, eccezion fatta per Rosignano Marittimo e Cecina che patirono serie lesioni e crolli degli edifici. A Donoratico (frazione di Castagneto Carducci) la scossa venne nettamente percepita, senza però che ci fossero danni (nonostante la distanza di soli 33,5 km dall’epicentro). Risentimenti minori (intensità Mercalli ≤ IV-V) si ebbero: a sud, fino all’isola d’Elba e a Orbetello; a est, fino a Vallombrosa (FI); a nord, fino a La Spezia; a ovest, fino all’isola di Gorgona, dove la scossa fu debolmente avvertita. Lievissime oscillazioni furono rilevate anche a Genova e a Milano.

### Lista dei comuni colpiti
Di seguito viene proposto un elenco contenente i danni riportati dalle principali località duramente colpite dal terremoto (intensità Mercalli ≥ VII). Attingendo ai resoconti dell'INGV, il numero totale delle vittime nei vari comuni risulta essere superiore alle singole stime di Pilla e Baratta, i quali riportano entrambi circa 60 morti complessive.
| Comuni                               | Provincia | Danni | Vittime |
| ------------------------------------ | --------- | --- | ------- |
| Casaglia (Montecatini Val di Cecina) | Pisa      | Serie lesioni agli edifici. | 1       |
| Casale Marittimo                     | Pisa      | Gravi danni agli edifici con diversi crolli, soprattutto nella zona detta "Il Castello". | 1       |
| Castellina Marittima                 | Pisa      | Danni in tutto il territorio comunale; furono estratti alcuni minatori intrappolati in una cava di alabastro. | 3       |
| Guardistallo                         | Pisa      | Numerosi crolli in tutto il paese. Oltre cento famiglie rimasero sfollate. Fessurazioni nel terreno delle campagne circostanti | 1       |
| Lorenzana                            | Pisa      | Fu uno dei centri più colpiti dal sisma, con edifici lesionati o crollati in tutto il territorio comunale. La chiesa subì serie lesioni alla struttura e si verificò anche il crollo parziale del campanile. Fenomeni di liquefazione del suolo. | 8       |
| Luciana                              | Pisa      | Distrutta quasi la metà del patrimonio edilizio. Comparsa di nuove sorgenti. | 8       |
| Montescudaio                         | Pisa      | La parte alta del paese, costituita da case di cattiva costruzione, subì ingenti danni e crolli. Risultò distrutto anche l'antico castello del paese, anch'esso posto nella zona alta, appartenuto alla nobile famiglia dei della Gherardesca fino al 1478. | 8       |
| Orciano Pisano                       | Pisa      | Fu il centro che patì i danni maggiori. Crollò l'88% degli edifici e quei pochi che rimasero in piedi (per la maggior parte case signorili) subirono gravi lesioni. È il comune con l'intensità massima registrata, pari al X grado della scala Mercalli. | 16 o 19 |
| Pagliana                             | Pisa      | Molti crolli. Fu una delle località nella quale si registrarono più vittime. | 7       |
| Querceto (Montecatini Val di Cecina) | Pisa      | Crolli sparsi. | 1       |
| Pisa                                 | Pisa      | Situata a circa 30 km dall'epicentro del sisma, riportò danni pari al VII grado della scala Mercalli. Molti edifici riportarono fenditure, senza tuttavia subire crolli. Danni più significativi furono registrati nella Chiesa di San Michele in Borgo e in quella di San Francesco, nelle quali crollarono alcune volte. In Piazza dei Miracoli, il Camposanto e il Battistero riportarono lievi lesioni, mentre nel Duomo crollò una delle croci del tetto e cadde anche una pietra all'esterno. La Torre non subì danni. Negli ospedali cittadini vennero ricoverati non meno di 150 feriti. | -       |
| Riparbella                           | Pisa      | Una quindicina di edifici crollati parzialmente o totalmente. | 3 o 4   |
| Santa Luce                           | Pisa      | Inagibile la quasi totalità degli edifici. | 1       |
| San Regolo                           | Pisa      | Almeno 15 case crollate. | 2       |
| Vivaia                               | Pisa      | L'abitato, composto da edifici decadenti, andò distrutto per la maggior parte. Nelle campagne circostanti si aprirono fessurazioni nel terreno. | 3       |
| Volterra                             | Pisa      | Danni alle carceri e alle torri di Piazza dei Priori. I danni ammontarono complessivamente a 31.906,89 lire | -       |
| Castelnuovo della Misericordia       | Livorno   | 9 case crollate e una trentina inagibili. Furono registrate variazioni di portata della fonte d’acqua pubblica | 3 o 5   |
| Livorno                              | Livorno   | Numerosi danni in tutta la città, con crepe nelle abitazioni, nella Chiesa di Santa Maria del Soccorso e nel Duomo. Lesioni anche al Teatro Goldoni, all’epoca in fase di costruzione. Fenomeni di liquefazione del suolo nelle campagne e possibile maremoto. | -       |
| Rosignano Marittimo                  | Livorno   | Crolli di alcuni edifici rurali. Pilla asserisce, tuttavia, di non aver riscontrato alcun danno al paese durante il suo sopralluogo. | 1       |

## I soccorsi e la ricostruzione
Leopoldo II, granduca di Toscana dal 1824 al 1859, si attivò subito per offrire soccorso alle popolazioni colpite dal sisma e provvedere alla riedificazione degli immobili crollati. Nelle settimane successive all’evento, si recò di persona nelle zone terremotate e il 29 agosto firmò un decreto per recare assistenza agli sfollati. Nei tre mesi successivi venne anche compilata una catalogazione dei danni e verso la fine dell’anno iniziò l’opera di ricostruzione vera e propria. Furono erogati sussidi per le famiglie terremotate in misura proporzionale alle loro effettive condizioni economiche, in modo tale che tutti gli sfollati potessero possedere una nuova casa il prima possibile e abbandonare le baracche provvisorie nelle quali alloggiavano fin dai giorni successivi alla scossa.